# Montero (Santa Cruz)
Montero ist eine Großstadt im Departamento Santa Cruz im Tiefland des südamerikanischen Anden-Staates Bolivien.

## Lage im Nahraum
Montero ist die Hauptstadt der Provinz Obispo Santistevan und der zentrale Ort des Municipios Montero. Die Stadt liegt auf einer Höhe von 301 m am rechten Ufer des Río Piraí, der im weiteren Verlauf in den Río Yapacaní mündet.

## Geographie
Montero liegt im Monsunklima vor dem Ostrand der Anden-Gebirgskette der Cordillera Oriental. Die Region war vor der Kolonisierung von Feuchtsavanne/Monsunwald bedeckt, ist heute aber größtenteils Kulturland.
Die mittlere Durchschnittstemperatur der Region liegt bei knapp 25 °C, der Jahresniederschlag beträgt etwa 1300 mm (siehe Klimadiagramm Santa Cruz). Die Monatsdurchschnittstemperaturen schwanken zwischen 20 °C im Juli und 28 °C im Dezember, die Monatsniederschläge sind ergiebig und liegen zwischen 40 mm im August und 200 mm im Januar.

## Verkehrsnetz
Montero liegt in einer Entfernung von 48 Straßenkilometern nördlich von Santa Cruz, der Hauptstadt des Departamentos.
Durch Montero verlaufen die überregionalen Nationalstraßen Ruta 4 und Ruta 10. Die 1657 Kilometer lange Ruta 4 durchquert das Land in Ost-West-Richtung von der chilenischen bis zur brasilianischen Grenze und führt dabei von Montero aus über Warnes nach Süden zur Hauptstadt des Departamentos, Santa Cruz. Die Ruta 10 hat eine Länge von 774 Kilometern und verläuft auch in ost-westlicher Richtung, berührt die nördlichen Vororte von Montero und verläuft über San Ignacio de Velasco ebenfalls bis zur brasilianischen Grenze.

## Bevölkerung
Die Einwohnerzahl der Stadt ist in den vergangenen Jahrzehnten auf ein Mehrfaches angestiegen:
| Jahr | Einwohner | Quelle       |
| ---- | --------- | ------------ |
| 1976 | 28 647    | Volkszählung |
| 1992 | 57.027    | Volkszählung |
| 2001 | 78.294    | Volkszählung |
| 2012 | 107.294   | Volkszählung |
| 2024 |           | Volkszählung |

## Wirtschaft
Die Stadt Montero ist Zentrum einer landwirtschaftlich geprägten Region, die vor allem vom Anbau von Sojabohnen, Baumwolle, Mais und Reis lebt.

## Persönlichkeiten
- Bailón Becerra (* 1966), Radrennfahrer
- Aldo González (* 1984), Kugelstoßer